# Pentatlón en los Juegos Olímpicos de la antigüedad

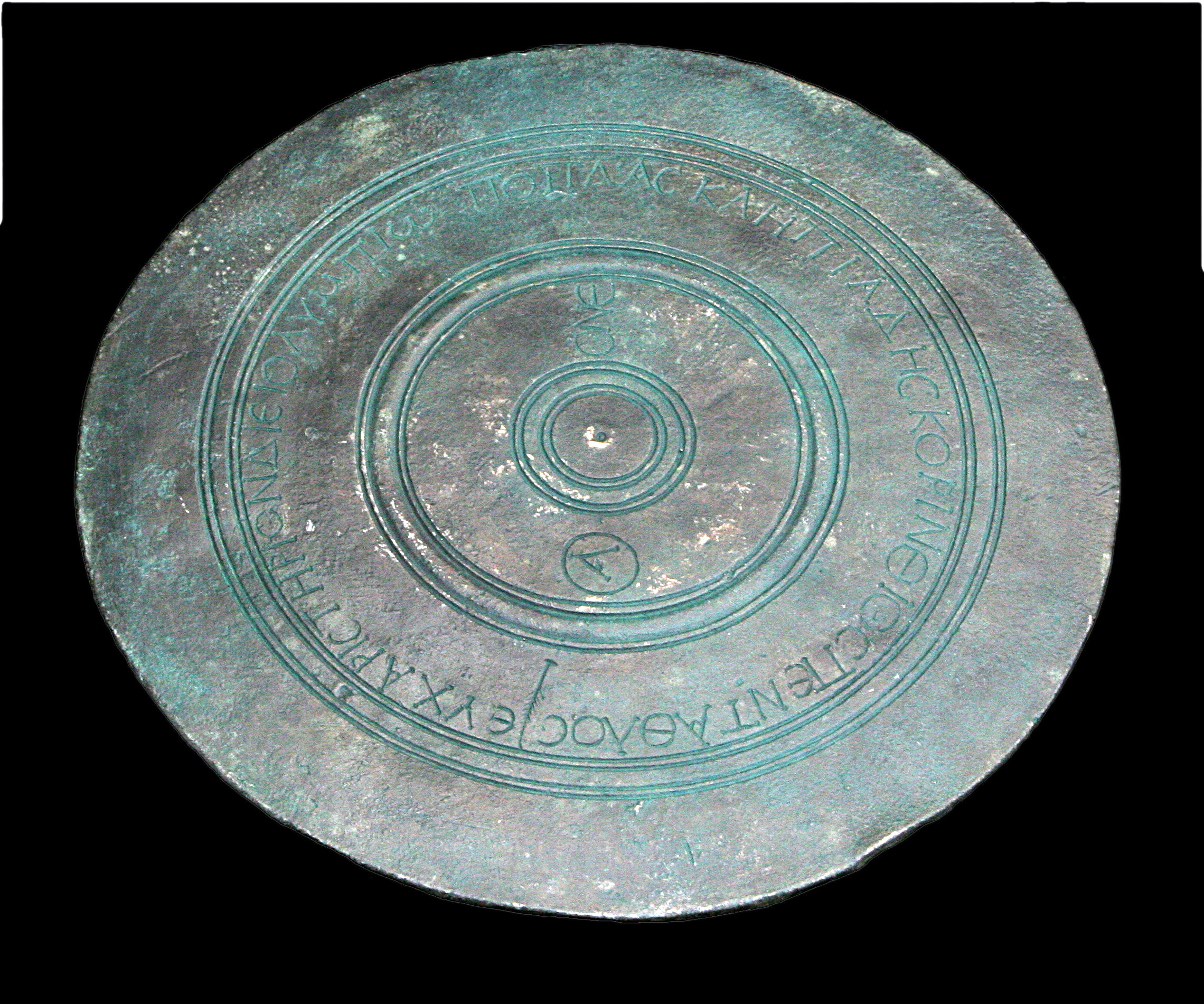
Réplica de un disco de bronce de la Antigua Grecia catalogado como IvO 240/241. La inscripción dice que es una ofrenda a Zeus hecha por Asclepiádes de Corinto, ganador del pentatatlón en la edición 255 de los Juegos Olímpicos.

El pentatlón (en griego: πένταθλον) fue una de las competencia de los Juegos Olímpicos de la Antigüedad y de los Juegos Panhelénicos en la Antigua Grecia. El nombre deriva del griego antiguo pente (cinco) y athlon (competición). Consistía en cinco eventos deportivos realizados en un día. El primero era el stadion, una corta carrera a pie. Posteriormente se competía en lanzamiento de jabalina, lanzamiento de disco y salto de longitud. El orden en que se realizaban estas tres competencias sigue sin quedar claro. Por último, el quinto evento era lucha griega.
Los atletas de esta competencia eran considerados inferiores respecto a los deportistas especializados en un único deporte, pero superiores en el desempeño general, al ser atletas más equilibrados. El entrenamiento en el pentatlón era parte del servicio militar, pues cada uno de los cinco eventos estaba pensado para ser útil en batalla.[cita requerida]
El pentatlón es una disciplina de los Juegos Olímpicos modernos desde la olimpiada de Estocolmo 1912, aunque con algunas variaciones. En ese año la distancia de la carrera inicial se estableció en 200 metros y la competencia final de lucha griega se sustituyó por una carrera de 1500 metros. La disciplina ha tenido múltiples cambios desde entonces, distanciándose de su versión de los Juegos Olímpicos de la antigüedad.

## Historia
Esta competencia fue incluida por primera vez en los decimoctavos Juegos Olímpicos de la Antigüedad, cerca del año 708 a. C. y su formato cambió a lo largo del tiempo. Para la septuagésimo séptima olimpiada, el pentatlón estaba separado en tres secciones: el stadion, que consistía en una carrera corta, la lucha griega como evento final y el triagmos, en que se competía en salto de longitud, lanzamiento de jabalina y lanzamiento de disco. Estas tres actividades usualmente no se presentaban como deportes individuales, sino como parte de las competiciones del pentatlón.
La amplia variedad de habilidades necesarias para la competencia hacía que el físico de los atletas del pentatlón se tuviera en alta estima. En Retórica, Aristóteles habla de ellos: «un cuerpo capaz de soportar todos los esfuerzos, tanto de velocidad como de fuerza. Es por esto que los atletas del pentatlón son los más hermosos».

## Eventos

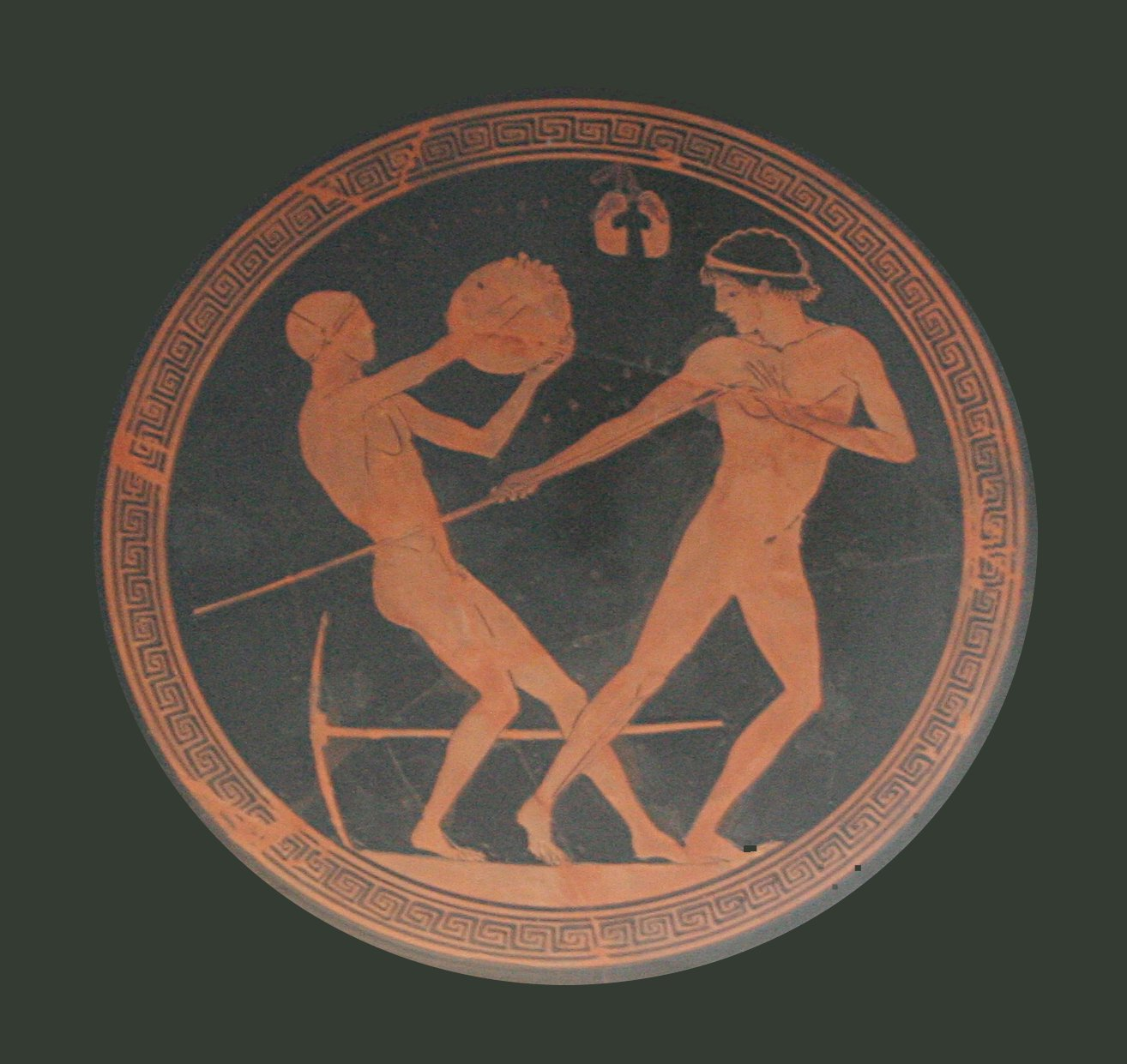
Las tres disciplinas más importantes del pentatlón: disco, jabalina y halteras para el salto de longitud en el fondo, representadas en una cílica hallada en Vulci (hacia de 490 a. C.).

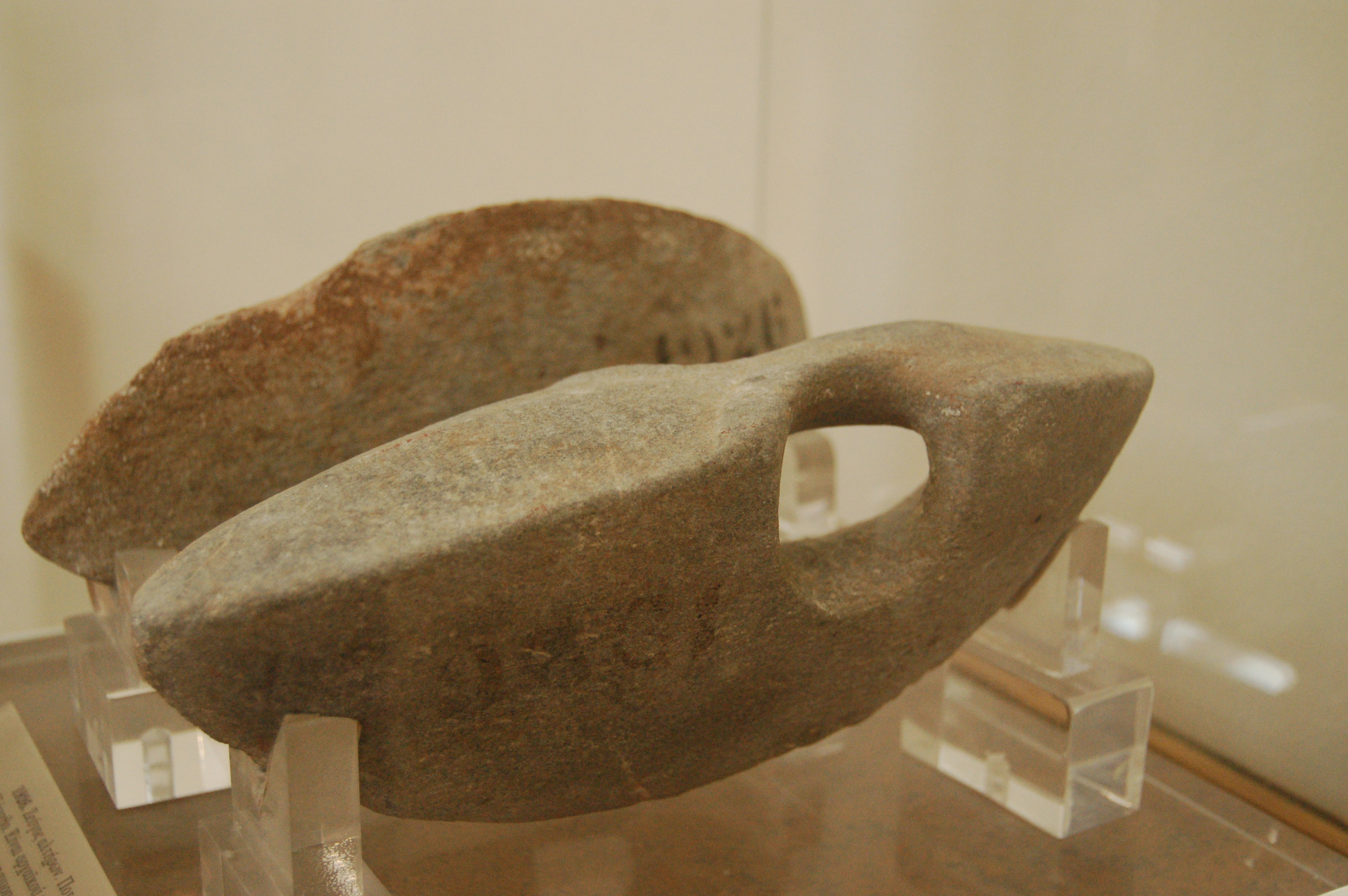
Antiguas pesas usadas en los juegos olímpicos en tiempos de la Grecia antigua.

El stadion consistía en una carrera corta a lo largo de una longitud que es desconocida, aunque se ha asumido que la distancia era la de un estadio (180 metros aproximadamente), siendo más corta que otros eventos deportivos similares de la antigüedad.
Tanto en el lanzamiento de jabalina como en el lanzamiento de disco existían dos categorías: El ekebolon, en que se evaluaba la distancia del lanzamiento y el stochastikon, en que se calificaba la precisión del tiro. Tanto en el lanzamiento de jabalina como en el de disco se permitía a los competidores realizar cinco lanzamientos, de los cuales solo se contaba el más largo. También, como en el resto de Juegos Olímpicos de la antigüedad, los atletas competían estando desnudos. La jabalina para la competencia era una versión más larga y ligera de las usadas para la guerra. Además se hacía uso de un amentum, una cuerda de cuero que ataba el centro de la jabalina a los dedos del atleta y le brindaba mayor estabilidad al lanzamiento. El disco que el atleta debía lanzar estaba hecho de bronce puro y normalmente pesaba cerca de cuatro kilos, aunque su tamaño variaba. Para el lanzamiento del disco el atleta se colocaba encima de un podio en vez de estar a nivel del suelo.
Para el salto de longitud se utilizaban las halteras, unas pesas que se llevaban en ambas manos para permitir al atleta impulsarse más lejos. Además, la competición probablemente consistió en cinco saltos separados, de forma similar a como se realiza el triple salto.
La lucha griega era el último evento del pentatlón. Para ganar la competición el luchador tenía que derribar a su oponente. Bastaba con que cualquier parte de la espalda del contrincante tocara el suelo para que se concediera la victoria. En los Juegos Olímpicos el evento se realizaba en un foso de arena frente al Templo de Zeus, a diferencia de los otros eventos, que se realizaban en el estadio.

## Ganador
No está claro cómo se determinaba al ganador del pentlatón, pero existen muchas hipótesis al respecto. Una de ellas propone que el ganador debía ser el que lograse vencer a los demás en los cinco eventos. Este método se considera poco probable, pues en muy pocas ocasiones un mismo atleta lograría las cinco victorias. Otra hipótesis postula que el ganador sería aquel que logre triunfar en tres de las cinco disciplinas. También se ha considerado que solo los atletas con el mejor desempeño en los primeros cuatro eventos podrían participar en el quinto: la lucha griega. En ese caso, el ganador de esta última disciplina sería el campeón del pentatlón.